# Freziera cordata
Freziera cordata là một loài thực vật thuộc họ Theaceae. Loài này có ở Dominica, Guadeloupe, và Martinique.